# Вильмс, Иоганн Вильгельм
Иоганн Вильгельм Вильмс (нем. Johann Wilhelm Wilms; 30 марта 1772, Витцхельден (ныне в составе Лайхлингена), Германия — 19 июля 1847, Амстердам, Нидерланды) — нидерландский композитор немецкого происхождения. Представитель эпохи классицизма. Наиболее известен как автор песни «Те, в ком течёт нидерландская кровь» (нидерл. Wien Neêrlands Bloed), служившей Нидерландам национальным гимном с 1815 до 1932 года.

## Биография
Первые уроки композиции и игры на фортепиано Иоганн Вильгельм Вильмс получил у своего отца и старшего брата. Играть на флейте Вильмс научился сам.
В 1791 году Вильмс переезжает в Амстердам, там играет на флейте в различных оркестрах, а также солирует в премьерных исполнениях фортепианных концертов Моцарта и Бетховена в Нидерландах. Также в то время Вильмс преподает игру на фортепиано в Нидерландской королевской академии наук, отбирает кандидатов на должности церковных органистов, судит как член жюри конкурсы по композиции, публикуется во Всеобщей музыкальной газете (нем. Allgemeine Musikalische Zeitung), которую использует как трибуну для выражения недовольства отсутствием внимания публики к музыке голландских композиторов.
Как реакция на влияние событий Великой французской революции на Нидерланды, Вильмс пишет несколько патриотических гимнов. Однако, после падения Наполеона и возвращения Оранско-Нассауской династии на голландский трон, в 1816 году Вильмс выигрывает конкурс на написание нового голландского гимна с песней «Те, в ком течёт голландская кровь» (нидерл. Wien Neêrlands Bloed) на слова Генриха Каролюсзоона Толленса.